# Carissa Yip
Carissa Yip est une joueuse d'échecs américaine née le 10 septembre 2003. Elle a le titre de maître international féminin depuis 2018 et réalisé sa dernière norme de grand maître international féminin en juillet 2019.
Au 1er septembre 2019, elle est la première joueuse américaine et la 41e joueuse mondiale avec un classement Elo de 2 425 points.

## Biographie et carrière
Son père Percy vient d'Hong Kong, tandis que sa mère Irene est originaire de Chine. 
Carissa Yip a remporté la médaille d'argent au championnat du monde des moins de 12 ans en 2015. 
Elle remporte le championnat des États-Unis junior féminin (moins de 20 ans) en 2018 et 2019 et le championnat nord-américain junior.
En 2021, elle remporte le championnat américain féminin.
En 2023, elle finit à la deuxième place du championnat du monde d'échecs junior féminin, derrière l'Argentine Candela Francisco (toutes les deux à 8,5/11, tout comme la Bulgare Beloslava Krasteva).
En 2024, elle remporte à nouveau le championnat américain avec 8 victoires sur 11 rondes.